# Torneo de las Cuatro Naciones 1891

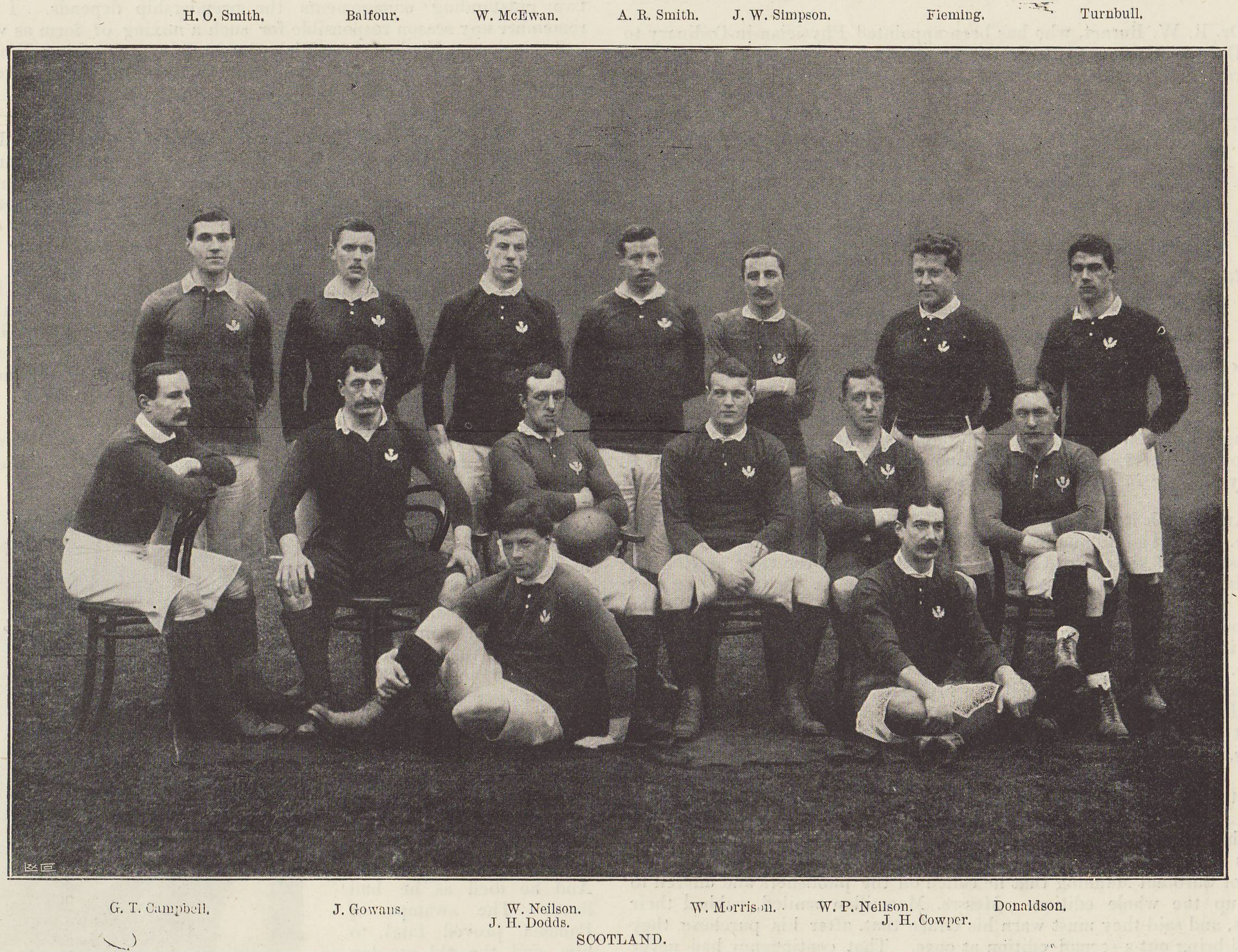
Imagen de la selección escocesa de la época

El Torneo de las Cuatro Naciones de 1891 (Home Nations Championship 1891) fue la 9° edición del principal Torneo del hemisferio norte de rugby.
El campeonato fue obtenido por la selección de Escocia.

## Clasificación
| Lugar | Selección  | Partidos | Partidos | Partidos  | Partidos | Puntos  | Puntos    | Puntos | Tabla de puntos |
| Lugar | Selección  | Jugados  | Ganados  | Empatados | Perdidos | A favor | En contra | dif.   | Tabla de puntos |
| ----- | ---------- | -------- | -------- | --------- | -------- | ------- | --------- | ------ | --------------- |
| 1     | Escocia    | 3        | 3        | 0         | 0        | 38      | 3         | +35    | 6               |
| 2     | Inglaterra | 3        | 2        | 0         | 1        | 19      | 12        | +7     | 4               |
| 3     | Gales      | 3        | 1        | 0         | 2        | 9       | 26        | -17    | 2               |
| 4     | Irlanda    | 3        | 0        | 0         | 3        | 4       | 29        | -25    | 0               |

## Resultados
| 3 de enero | Gales | 3 - 7 | Inglaterra | Newport, |  |

| 8 de febrero | Irlanda | 0 - 9 | Inglaterra | Dublín, |  |

| 7 de febrero | Escocia | 15 - 0 | Gales | Edimburgo, |  |

| 21 de febrero | Irlanda | 0 - 14 | Escocia | Belfast, |  |

| 7 de marzo | Gales | 6 - 4 | Irlanda | Llanelli, |  |

| 7 de marzo | Inglaterra | 3 - 9 | Escocia | Richmond, |  |

## Premios especiales
- Triple Corona:  Escocia
- Copa Calcuta:  Escocia